# Бургас (фрегат, 1831)
«Бургас» — парусный 60-пушечный фрегат Черноморского флота Российской империи.

## Описание фрегата
Один из шести 60-пушечных фрегатов типа «Тенедос», построенных в Николаеве под наблюдением адмирала А. С. Грейга. По размерам и вооружению они не слишком уступали 74-пушечным линейным кораблям и иногда именовались 60-пушечными кораблями. Назван в честь взятия русскими войсками 12 июля 1829 года турецкой крепости Бургас.

## История службы
Фрегат «Бургас» был заложен на верфи купца М. Ш. Сребреного в Николаеве и после спуска на воду в 1833 году вошел в состав Черноморского Флота.
Находился в практических плаваниях в Чёрном море в 1834—1837 годах.
В апреле 1837 года принимал участие в переброске 13-й пехотной дивизии из Одессы в Севастополь. В составе эскадр вице-адмирала М. П. Лазарева и контр-адмирала контр-адмирала Ф. Г. Артюкова принимал участие в создании Кавказской укрепленной береговой линии, высаживая десанты, основавшие укрепления в устьях рек Сочи, Субаши и в Цемесской бухте.
В 1840 году, имея свой флаг на фрегате «Бургас», с него командовал отрядом судов Абхазской экспедиции контр-адмирал П. Н. Юрьев.
С 8 по 11 октября 1841 года, в составе эскадры контр-адмирала М. Н. Станюковича поддерживал огнём продвижение сухопутных войск под командованием генерала И. Р. Анрепа от Адлера до Сочи.
В 1842 году «Бургас» был переоборудован в блокшив.

## Командиры фрегата
Командирами судна в разное время служили:
- П. И. Балосогло (1833 год).
- П. А. Синицын (1834—1836 годы).
- К. Е. Бралиан (1837 год).
- В. А. Власьев (1838—1841 годы).